# Springwater (Ontario)
Springwater es un municipio canadiense situado en la provincia de Ontario.

## Superficie
Springwater tiene una superficie de 535,85 km².

## Demografía
En 2021, tenía 21 701 habitantes, una densidad poblacional de 40,5 hab./km², y 7845 viviendas.